# Epimadiza hirta
Epimadiza hirta är en tvåvingeart som beskrevs av Malloch 1928. Epimadiza hirta ingår i släktet Epimadiza och familjen fritflugor. Inga underarter finns listade i Catalogue of Life.